# Liste der Monuments historiques in Goupillières (Yvelines)
Die Liste der Monuments historiques in Goupillières (Yvelines) führt die Monuments historiques in der französischen Gemeinde Goupillières auf.

## Liste der Bauwerke
| Bezeichnung       | Beschreibung | Standort | Kennzeichnung | Schutzstatus | Datum | Bild |
| ----------------- | ------------ | -------- | ------------- | ------------ | ----- | ---- |
| Kirche St-Germain |              | (Lage)   | PA00087445    | Inscrit      | 1969  |      |